# Edo (Japan)
 For alternative betydninger, se Edo. (Se også artikler, som begynder med Edo)
Edo (jap. 江戸) var indtil 1868 navnet på Tokyo i Japan. Edo har givet navn til Edo-perioden (Tokugawa-perioden), idet den var den reelle hovedstad i denne periode, uanset at kejseren residerede i Kyoto.
Tokugawa-shogunatet regerede landet fra borgen i Edo frem til Meiji-restaurationen.
- Wikimedia Commons har flere filer relateret til Edo (Japan)

35°41′02″N 139°46′28″Ø / 35.6839°N 139.7744°Ø